# Berthold Hagenah
Berthold Hagenah (Lebensdaten unbekannt) war ein deutscher Fußballspieler.

## Karriere
Hagenah gehörte dem FC Victoria von 1895 als Mittelfeldspieler an, für den er in den vom Hamburg-Altonaer Fußball-Bund organisierten Meisterschaften in der regional höchsten Spielklasse, der A-Klasse, Punktspiele bestritt und 1905 und 1906 als Meister aus dieser hervorgegangen war.
Infolgedessen bestritt er in den vom Norddeutschen Fußball-Verband ausgetragenen Norddeutschen Meisterschaften die Spielzeiten 1905/06 und 1906/07. Aufgrund der Erfolge der Jahre 1905 bis 1907 nahm sein Verein folgerichtig auch an den sich jeweils anschließenden Endrunden um die Deutsche Meisterschaft teil. Er bestritt das am 28. Mai 1905 gegen den Dresdner SC mit 3:5 verlorene Viertelfinale, in dem ihm mit dem Treffer zum 2:2 in der 42. Minute sein erstes Tor gelang. In der Endrunde um die Deutsche Meisterschaft 1905/06 kam er nicht zum Einsatz. Seine letzten beiden Endrundenspiele bestritt er mit dem am 21. April 1907 in Duisburg mit 8:1 gewonnenen Viertelfinale beim Düsseldorfer FC 99 und mit dem am 9. Mai 1907 in Hamburg mit 1:4 verlorenen Halbfinale gegen den BTuFC Viktoria 89.

## Erfolge
- Norddeutscher Meister 1906, 1907
- Meister von Hamburg und Altona 1905, 1906